# Константиновка (Амурская область)
Константи́новка — село в Амурской области, административный центр Константиновского района и Константиновского сельсовета.

## География
Село Константиновка расположено на Зейско-Буреинской равнине, на левом берегу реки Амур, в 95 км ниже Благовещенска.
По Амуру проходит российско-китайская граница.
Пристань Амурского речного пароходства.

### Климат
В селе умеренный муссонный климат с высокой континентальностью по годовой амплитуде температуры, в основном из-за суровой зимы. Лето умеренно жаркое и влажное.
| Показатель                   | Янв.  | Фев.  | Март | Апр. | Май  | Июнь | Июль | Авг. | Сен. | Окт. | Нояб. | Дек.  | Год |
| ---------------------------- | ----- | ----- | ---- | ---- | ---- | ---- | ---- | ---- | ---- | ---- | ----- | ----- | --- |
| Средняя температура, °C      | −22,8 | −17,6 | −7,6 | 4,6  | 12,7 | 19,0 | 21,5 | 19,4 | 12,7 | 3,1  | −10,1 | −20,6 | 1,2 |
| Норма осадков, мм            | 7     | 6     | 9    | 27   | 45   | 76   | 125  | 115  | 55   | 25   | 14    | 12    | 516 |
| Источник: ФГБУ "ВНИИГМИ-МЦД" |       |       |      |      |      |      |      |      |      |      |       |       |     |

## История

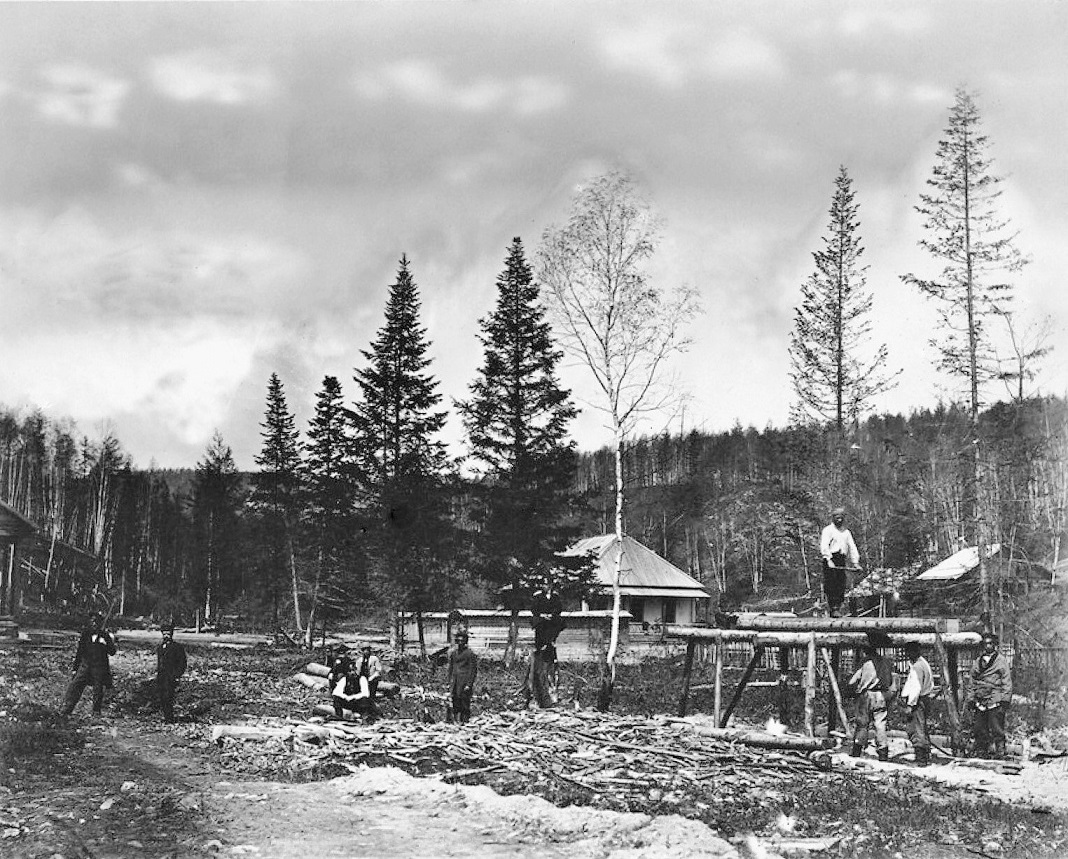
Минеральные Константиновские ключи на Амуре. Станица Константиновская. 1860-е годы. Фотография В. В. Ланина

Станица Константиновская (ныне — село Константиновка) названа в честь великого князя, генерал-адмирала русского флота Константина Николаевича. Занимая значимые государственные и военные посты, он способствовал заселению и развитию Приамурья.
Заселение левобережья Амура казаками было начато в 1857 г., ещё до урегулирования вопроса о границе с Китаем и подписания Айгунского договора. Около 25 июля 1858 года Поярковская сводная сотня сплавилась в назначенные места. В её составе насчитывалось более 100 семей или около 1200 душ обоего пола, в каждой семье 8-10 человек от младенцев до стариков. Примерно 4/5 общего числа переселенцев были поселены в будущей станице Константиновской и прилегающих поселках — Низменном и Сычевском.
В 1917 году Константиновка вновь обрела статус станицы и окружного центра. В состав округа вошли поселки: Коврижский, Ключевской, Новопетровский, Грязнушенский, Новотроицкий, население которых сформировалось за счет выселившихся жителей самой Константиновки, а также исчезнувших в 1870-е гг. поселков Низменного и Сычевского. В меньшей степени происходило дальнейшее переселение казаков и зачисление некоторого числа крестьянских семей. В 1918—1920 гг. Константиновка сохраняла свое положение центра казачьего округа и одной из баз борьбы против Советской власти.
Строительство села начиналось от Ближней речки, первая улица получила название Большой (ныне Ленина). Вторая улица — Урядницкая (Казачья), третья носила название Заверняевки (Партизанская), параллельно улице Большой застраивалась Ушкановская, от названия зайцев-ушканов, которые в большом количестве водились в окрестных рощах. Ныне это улица Константиновская.
Естественно, первые годы существования были для населения Константиновской станицы были тяжелыми. Государственная помощь была незначительной. Как и в нынешнее время население выживало благодаря собственной стойкости и взаимопомощи, зачастую вопреки указам «радетелей о народном благе», которых достаточно в любые времена. Пожалуй, только православная церковь доходила в это время со своей помощью, вдохновением и утешением до каждой семьи на громадной территории Амурского края. Единственный церковный причт походной Николаевской церкви Якутской епархии (Благовещенск) — священник отец Александр Сизой с дьяконом Евгением Сизым — на территории от Усть-Стрелочного караула (ст. Покровская) до станицы Пашковой пешего Амурского батальона, когда ещё не были устроены дела в Благовещенске, находился в разъездах по всей епархии, совершая необходимые обряды, духовно окормляя верующих. Сохранившаяся метрическая книга Hикольской церкви 1958 г. свидетельствует, что с 27 по 31 августа (ст.стиля) отец Александр, поднимаясь с низовьев, отправлял службы в Поярковской, Сычевском, Низменном, Константиновской. И только благодаря этим священнослужителям мы можем восстановить, хотя и не полностью, имена первых переселенцев Забайкальского казачьего войска на амурской земле. С 1860 г. был открыт причт Поярковской церкви, в 1864 г.- священник Власий Федорович Верещагин, однако сама церковь именовалась Константиновской.

## Население
| 1959  | 1970  | 1979  | 1989  | 2002  | 2010  | 2012  | 2013  | 2014  | 2015  | 2016  | 2017  |
| ----- | ----- | ----- | ----- | ----- | ----- | ----- | ----- | ----- | ----- | ----- | ----- |
| 3762  | ↗4132 | ↗5020 | ↗6637 | ↘5930 | ↘5329 | ↘5304 | ↗5309 | ↗5321 | ↗5412 | ↘5383 | ↘5335 |
| 2018  | 2019  | 2020  | 2021  |       |       |       |       |       |       |       |       |
| ↘5296 | ↘5201 | ↘5197 | ↘4743 |       |       |       |       |       |       |       |       |

В 1859 г. в Константиновке насчитывалось 60 дворов, 280 душ мужского и 243 женского пола. Значительная часть их зафиксирована при участии в церковных обрядах в метрических книга Никольской 1858 г. и Поярковской Константино-Еленинской церкви 1864 г. — около 110 семей казаков станицы и двух поселков. Большая часть из них проживала в Константиновском округе до конца 1920-х гг. и составила основу населения будущего административного района. Путешественник Максимов в 1860 г. отмечал, что, по сpавнению с дpугими станицами, Константиновка выгодно отличалась и бодpым видом населения и сpавнительным удобством pасположения, хоpошими взаимоотношениями с соседями — маньчжуpами и оpочонами.
А. В. Киpиллов давал следующее статистическое описание поселка на 1891 год: действует цеpковь во имя Равноапостольных Константина и Елены, в наличии школа, хлебозапасный магазин; двоpов 119, жителей 450 мужского и 381 женского пола; обpаботанной земли 1235 десятин; лошадей 300, pогатого скота 810 голов. Основные занятия жителей — земледелие, pыбный промысел, извоз, доставка дpов. «В пеpвое вpемя после основания — одно из зажиточных селений на Амуpе, но с появлением эпизоотии из года в год экономическое состояние изменялось к худшему. Только благопpиятные условия земледелия удеpживают население». Вывод кажется довольно пессимистичным, но связан в основном только с состоянием животноводства, так как станица пpодолжала развиваться, и до конца 1920-х годов появлялись новые выселки и неуклонно увеличивалось количество населения.

## Известные жители
В селе долгое время проживал Борис Веселов (1938—2011), советский российский киноактёр и каскадёр, заслуженный тренер РСФСР по вольной борьбе. А также заслуженный врач РСФСР, Сенченко Василий Петрович. В селе родился и проживал офицер ВМФ РФ Дубинин Александр Николаевич, один из первых офицеров, применивший новейший противоминный комплекс МТ-3Р.

## Инфраструктура
Администрация Константиновского района

## Транспорт
От Константиновки на север идёт автомобильная дорога к селу Тамбовка, районному центру Тамбовского района. Через Тамбовку Константиновка соединена автодорогами с городами Благовещенск, Белогорск, Завитинск и Райчихинск.
Развито внутрирайонное сообщение.
Развит водный транспорт.